# Running to Stand Still
«Running to Stand Still» es una canción de la banda de rock irlandesa U2 y es la quinta pista de su álbum de estudio de 1987 The Joshua Tree. Una balada lenta con acompañamiento de piano y guitarra acústica, describe a una pareja de adictos a la heroína que vive en los edificios Ballymun de Dublín; estas construcciones se asociaron desde entonces con el tema. Aunque se dedicó mucho tiempo a la letra, la música se improvisó junto al coproductor Daniel Lanois durante una sesión de grabación para el disco. 
Particularmente en la década de 1980, el interés de la banda por asuntos internacionales y problemas sociales y de salud se incrementó. En conexión a esto, U2 participó de eventos a nivel nacional en Irlanda contra la pobreza y la drogadicción en dicho país. Además, en esta década U2 compuso varias canciones relacionadas con esta temática, de las cuales «Running to Stand Still» y «Red Hill Mining Town» —la pista número seis de The Joshua Tree, cuya temática se relaciona con una huelga de mineros llevada a cabo en 1984— son un ejemplo.
El grupo exploró la música estadounidense para The Joshua Tree y en relación con esto, «Running to Stand Still» posee influencias del folk rock y el blues acústico. La canción recibió elogios de los críticos y muchos de ellos la describieron como uno de los mejores temas del álbum. Desde entonces se incluyó regularmente en los programas de concierto del grupo y existen dos arreglos del tema con numerosas interpretaciones posibles de contenido.

## Contexto

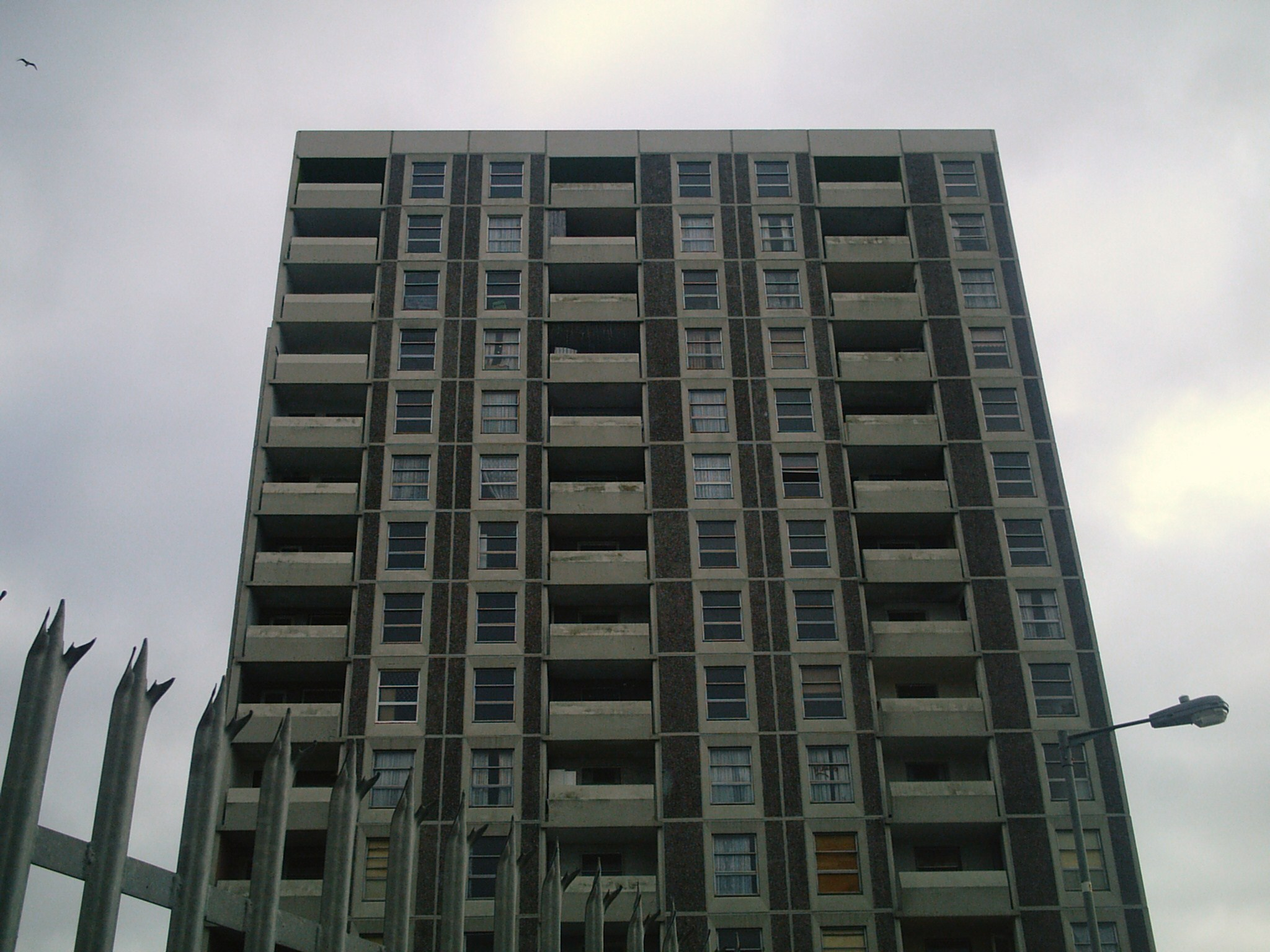
Una de las siete torres Ballymun, inspiración directa para «Running to Stand Still».

«Running to Stand Still» fue compuesta por U2 en el contexto de la adicción a la heroína, una epidemia en Dublín en la década de 1980, en la cual también se basa la canción «Bad» de su álbum de 1984 The Unforgettable Fire. El bajista Adam Clayton se ha referido a la canción como «Bad Part II». La muerte del líder de Thin Lizzy, el bajista y cantante Phil Lynott debido a una sobredosis también repercutió sobre Clayton en aquel entonces.
U2 ha compuesto relativamente pocas canciones directamente relacionadas con la infancia de sus integrantes en Dublín; frecuentemente daban mayor prioridad a los trabajos sobre el Conflicto de Irlanda del Norte o asuntos internacionales. En las canciones sobre Dublín, las alusiones a la ciudad están generalmente disimuladas. Sin embargo, «Running to Stand Still» posee una de dichas referencias en el verso I see seven towers, but I only see one way out («Veo siete torres, pero sólo veo una salida»). Este verso es una alusión a los edificios Ballymun, un grupo de siete torres residenciales de gran altura construidas por el gobierno local en el barrio homónimo durante la década de 1960. Paul Hewson —conocido más tarde como el líder de U2 Bono— se había criado en Cedarwood Road en el barrio Glasnevin, en una casa ubicada en un terreno localizado detrás de las torres, cerca de sus amigos y futuros artistas Fionán Hanvey —conocido después como Gavin Friday— y Derek Rowan —más tarde, Guggi—. Bono jugó en los cimientos de las torres mientras se construían y luego viajó en sus ascensores. Con el paso del tiempo, el poco mantenimiento, la falta de instalaciones para los niños, los alquileres transitorios y otros factores causaron que las condiciones sociales y los lazos comunitarios disminuyeran ampliamente en los edificios. El lugar comenzó a oler a orina y a vómito, mientras que los inhaladores de pegamento y las jeringas usadas se volvieron una visión frecuente, como así también las apariciones de oficiales de la Garda Síochána. Guggi vivió más adelante en las torres durante los años en los que luchaba contra las drogas. Fue a través de su contacto constante con gente esperanzada que vivía en estos edificios que Bono comenzó a desarrollar su conciencia social.
Según un artículo publicado en el diario The Independent, Bono podría haber usado Ballymun como inspiración para la canción de 1980 del grupo «Shadows and Tall Trees» aunque no haya ninguna referencia explícita en su letra. Más tarde, comparó vivir en esta zona con algunas escenas de la película de 1992 de Mike Newell Into the West. Mientras conducía por allí en 1987, Bono comentó: «¿Ves los siete edificios altos de allí? Esas son las "siete torres". Tienen el índice de suicidios más alto de Irlanda. Después de que descubrieron que en cualquier otro lugar del mundo la gente no vive encima de otra, las construyeron aquí».

## Composición y grabación

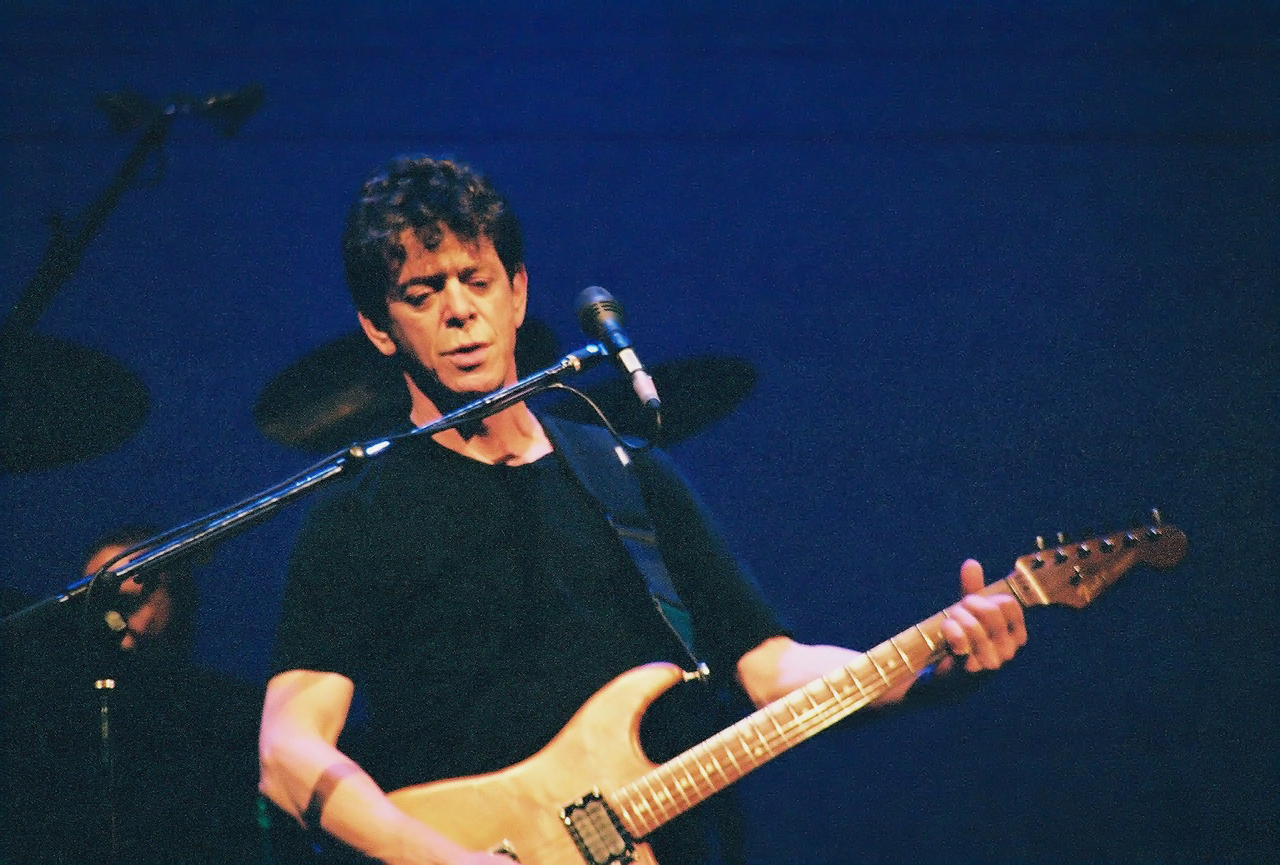
Lou Reed fue una inspiración para la banda y su influencia se puede apreciar en «Running to Stand Still».

El título de la canción se originó en una ocasión en la que Bono le preguntó a su hermano cómo iban sus negocios y éste le respondió que «es como estar corriendo para mantenerse quieto» (literalmente, It's like running to stand still). Bono no había escuchado antes esta expresión y pensó que la misma describía los efectos de la heroína en el cuerpo y las reacciones que provocaba la adicción a esa sustancia; un escritor describió luego el título como «una perfecta síntesis de la dinámica que alimenta a una adicción». El artista había escuchado una historia real sobre una pareja de adictos a la droga que vivían en las torres Ballymun. Sin dinero suficiente para pagar el alquiler, el hombre se volvió un traficante de heroína que operaba entre Dublín y Ámsterdam y corría enormes riesgos para recibir un gran pago algún día. Bono consideraba que el hombre era decente en el fondo, pero estaba presionado por sus paupérrimas condiciones de vida y por su falta de opciones; el cantante quiso mostrar cómo esto último condicionaba sus existencias. La letra no describe nada de esto en forma explícita, sino que describe la atmósfera emocional en la que la pareja vivía. En esta línea, la canción no establece juicios y muestra simpatía por la mujer. El monólogo de uno de los personajes del filme de Wim Wenders Paris, Texas (1984) fue una influencia significativa para la canción.
Aunque se trabajó mucho sobre la letra de «Running to Stand Still», la música esencialmente se improvisó durante el proceso de grabación en los Windmill Lane Studios de Dublín. El guitarrista The Edge comenzó a tocar unos acordes durante una sesión para otra canción. El productor Daniel Lanois se unió a él con la guitarra y el resto del grupo los siguió. Esta versión inicialmente improvisada incorporó todos los elementos de la estructura final del tema, y el sonido y el sentimiento del grupo tocando en una habitación sin sobregrabaciones contribuyó a la efectidad de la canción. Las canciones «Walk on the Wild Side» de Lou Reed y «Candle in the Wind» de Elton John, que habían servido como inspiraciones para «Bad» en The Unforgettable Fire fueron en este contexto inspiraciones menores. La influencia de los trabajos de Reed puede apreciarse a lo largo de la canción, así como la de las canciones de Van Morrison.

## Descripción e interpretación

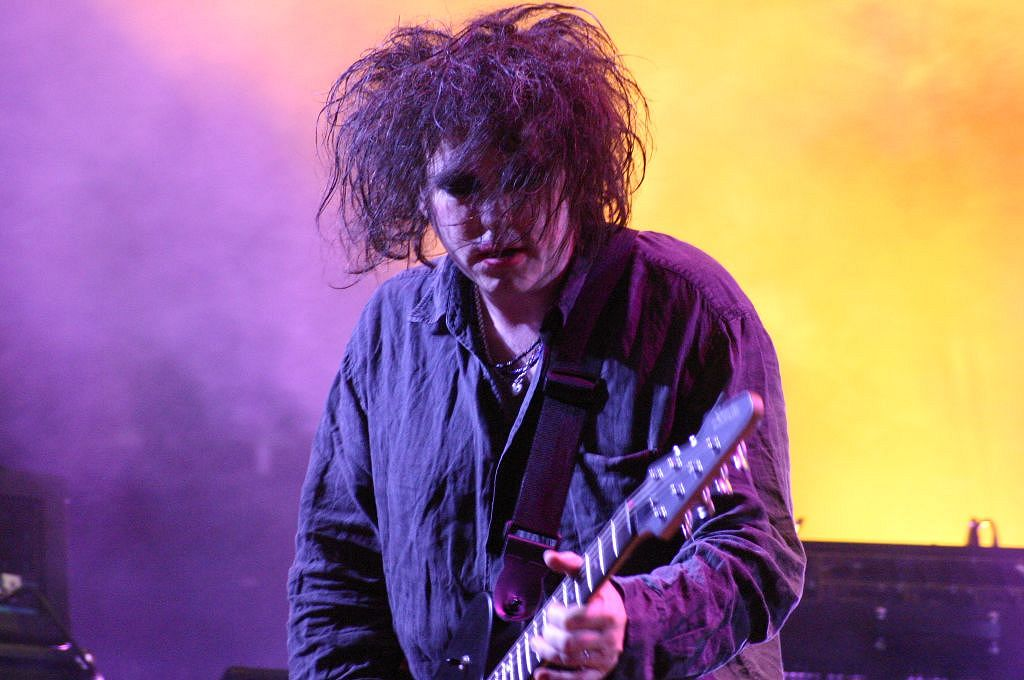
La técnica de gratificación aplazada, utilizada en la canción, se puede apreciar también en otras como «Just Like Heaven» de The Cure.

La mayor parte de The Joshua Tree muestra la fascinación de la banda por la cultura, la política y la música estadounidenses y, si bien la letra de «Running to Stand Still» tiene una base irlandesa, el arreglo musical del tema comenzó con toques de country blues acústico, que representan una expansión para el grupo. Aunque el productor Brian Eno es famoso por haber introducido la textura de la música europea en el sonido de U2, también tiene un gran aprecio por la música folk y el góspel. En efecto, algunos escritores han percibido ecos del álbum acústico de Bruce Springsteen de 1982 Nebraska en el sonido de la canción.
«Running to Stand Still» es una balada suave basada en piano, tocada en la tonalidad de re mayor en un tempo de 92 pulsaciones por minuto. La canción sigue un formato de estrofa-estribillo. En la introducción y la coda, se pueden escuchar unas notas de guitarra tocadas con la técnica de slide, que la revista Rolling Stone llamó «sonrientes» y «soñadoras». La mayoría de la parte de piano se alterna entre los acordes de re y sol, un ejemplo de la práctica de años de The Edge en componer sobre una progresión armónica de dos acordes. Lanois tocó suavemente una autodenominada «guitarra raspada» acompañando al piano, cosa que contribuyó a añadir textura al tema. Después del segundo estribillo, ingresa la percusión suave ejecutada por Larry Mullen Jr. Hacia el final del tema, se puede escuchar una parte de armónica tocada por Bono. El registro vocal de Bono abarca desde las notas la3 a re6.
En la canción, la adicción de la mujer y su deseo de trascendencia se reflejan en versos tales como She runs through the streets / With her eyes painted red («Ella corre por las calles / Con sus ojos pintados en rojo») y She will suffer the needle chill («Ella sufrirá el frío de la aguja»). Los versos You've got to cry without weeping, talk without speaking, scream without raising your voice («Debes llorar sin desconsuelo, charlar sin hablar, gritar sin levantar la voz») evocan impotencia y frustración. La frase que da título a la canción solo figura en el último verso del tema. La técnica de composición utilizada se basa en la gratificación aplazada y se puede escuchar en otras canciones, tales como «Just Like Heaven» de The Cure y «One More Try» de George Michael.
Las canciones de U2 suelen prestarse a múltiples interpretaciones y «Running to Stand Still» posee una más allá de su contexto inmediato. En los créditos de la edición del vigésimo aniversario del álbum The Joshua Tree, el escritor Bill Flanagan afirmó: «"Running to Stand Still" es para cualquiera que se sienta atrapado en circunstancias imposibles [y] una responsabilidad abrumadora». El escritor de la revista Uncut Andrew Mueller comentó que el tema es efectivo en la descripción de «la droga como otro escape falso, otra promesa fraudulenta de que no hay evasión [posible ante] la realidad».

## Recepción
«Running to Stand Still» recibió elogios de la crítica tras el lanzamiento de The Joshua Tree. La revista estadounidense Rolling Stone comentó al respecto: «Luego de las primeras veces que la escuchas, tomas conciencia de [su] extraordinaria música. [...] Suena como un ensueño adorable y pacífico —excepto que este es el ensueño de un drogadicto— y cuando la toma de conciencia [te] golpea, la canción de cuna suave y acústica adquiere un poder corrosivo». En un número de la revista Time de 1987, Jay Cocks comentó que «una canción de U2 como "Running to Stand Still", con una melodía como de trance que se desliza sobre el travesaño de la conciencia, se insinúa entre tus sueños». La publicación Ultimate Music Guide to U2 de Uncut describió el esquema de la canción como uno de los mejores de Bono. La publicación de 1991 Trouser Press Record Guide afirmó, sin embargo, que la canción «tiene ánimo pero no presencia».
«Running to Stand Still» se convirtió un himno de Dublín e inmortalizó las torres Ballymun. El escritor de música pop Brent Mann la consideró una de las canciones más potentes sobre la drogadicción, entre las que también se cuentan la de Jefferson Airplane «White Rabbit» (1967), la de Neil Young «The Needle and the Damage Done» (1972), la de Martika «Toy Soldiers» (1989) y la de Third Eye Blind «Semi-Charmed Life» (1997).
El compositor irlandés Niall Stokes considera que «Running to Stand Still» es una de las canciones más importantes de The Joshua Tree, no solo debido a sus méritos al tratarse de una pieza de poesía pop madura, compleja [...] atrapante y desafiante», sino también a su ambigüedad moral y falta de condena a sus personajes, cosa que presagiaba la dirección caótica que la banda tomaría unos años más tarde con Achtung Baby y Zoo TV Tour. En la lista de 2003 elaborada por la revista Rolling Stone de los 500 mejores álbumes de todos los tiempos —en la que The Joshua Tree se colocó en el puesto 26— se afirmó que, mientras que el disco se recuerda por el sonido único de la guitarra de The Edge y la búsqueda espiritual de la banda, «Running to Stand Still» permanece como una de sus canciones más conmovedoras. El periódico Irish Independent expresó de idéntico modo este último concepto.

## Interpretaciones en directo

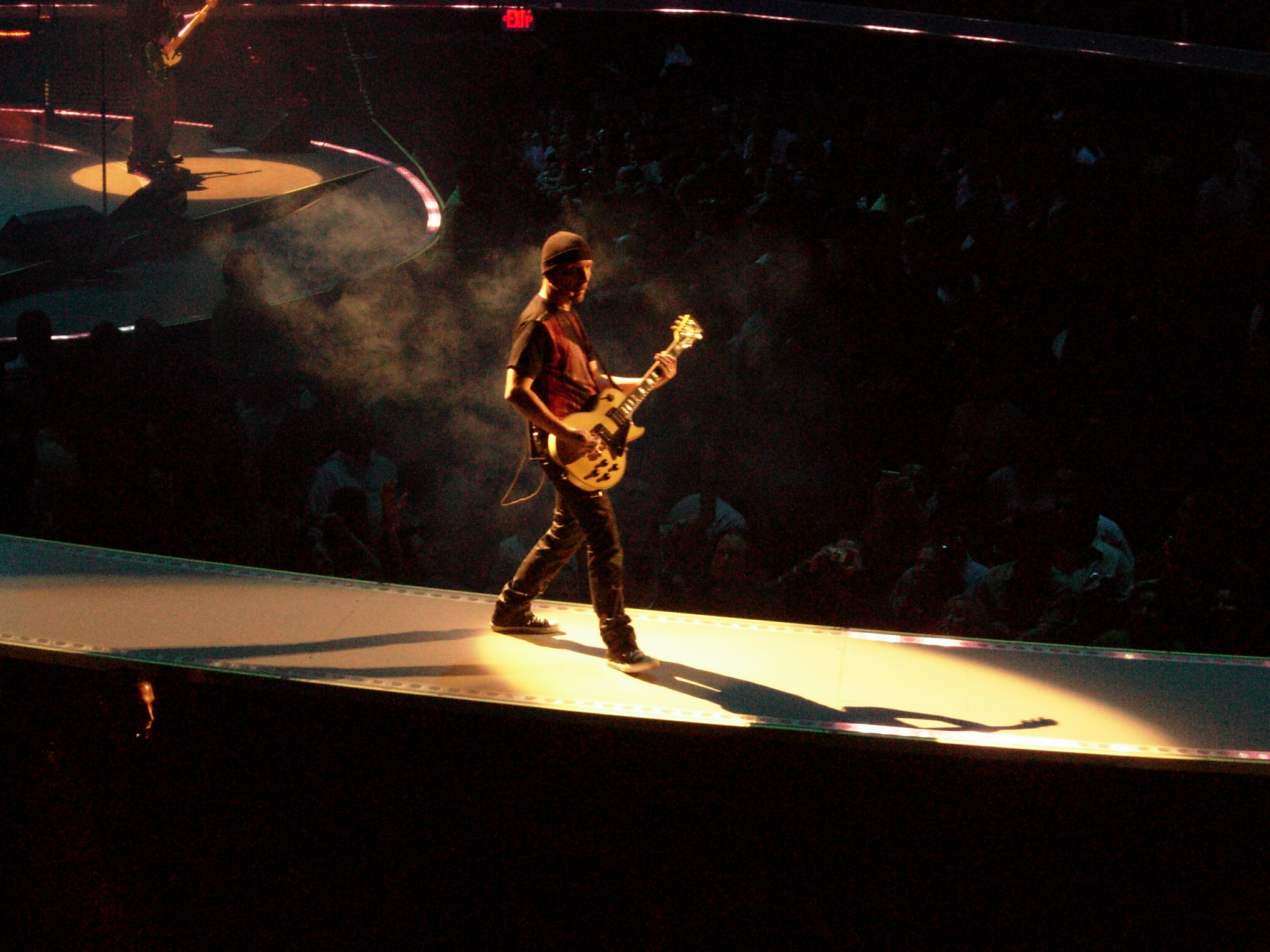
Durante la gira Zoo TV Tour, The Edge tocaba la guitarra en el escenario principal, mientras que Bono cantaba en el escenario secundario.

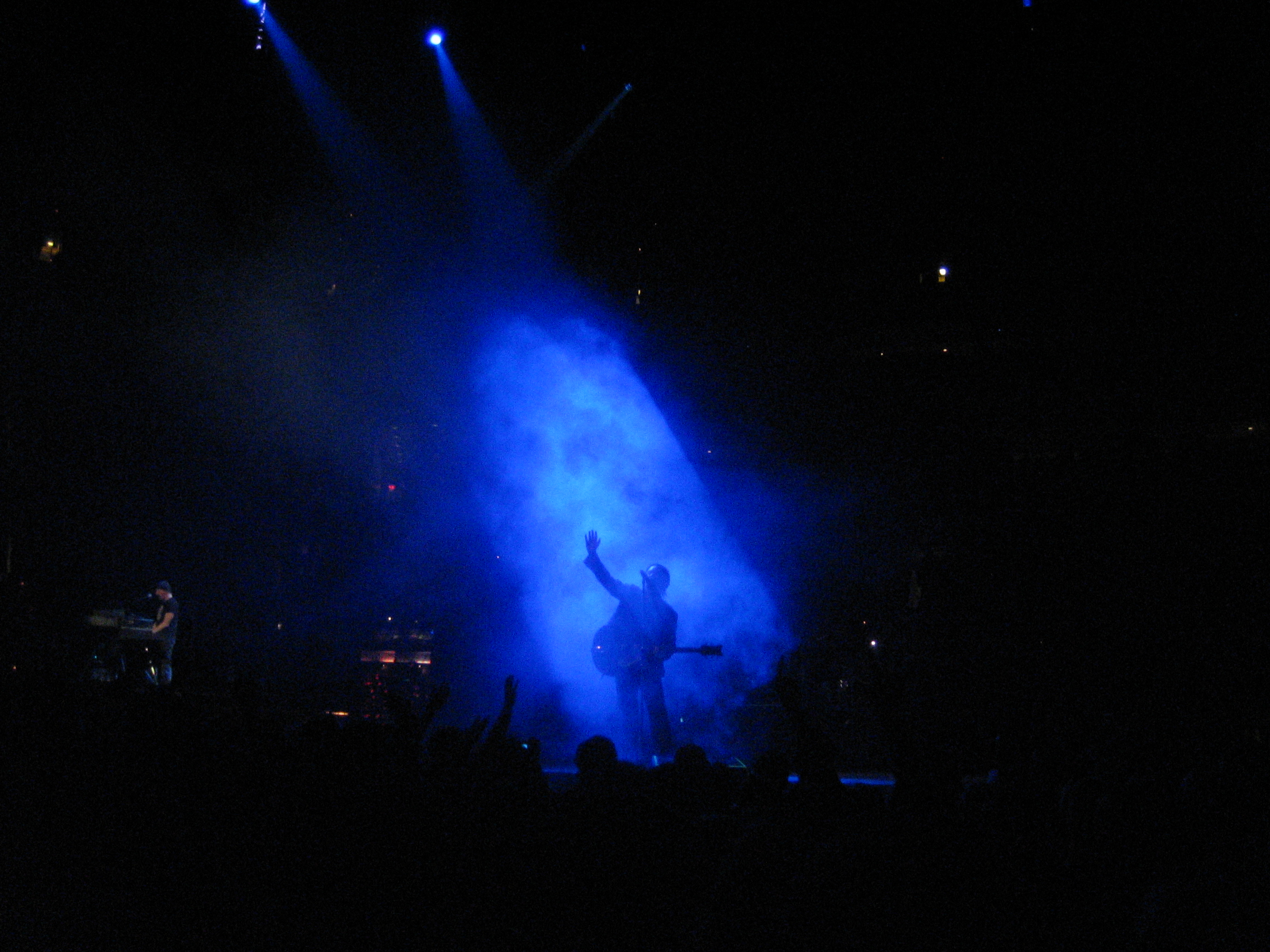
U2 interpretando «Running to Stand Still» durante la gira Vertigo Tour de 2005.

A lo largo de la historia de sus presentaciones en directo, «Running to Stand Still» casi siempre seguía a «Bullet the Blue Sky»; de esta manera, se mantenía el orden de las pistas del álbum. Se tocó en vivo por primera vez en la gira The Joshua Tree Tour, donde The Edge ejecutaba el teclado y Bono, la guitarra; generalmente, acústica. Durante la presentación del 27 de mayo de 1987 en el Stadio Flaminio de Roma —el primer concierto de la segunda parte de la gira y el primero de la misma en Europa— 35 000 personas cantaron junto a la banda el verso Ha la la la de day, lo que hizo que Brian Eno, a un costado del escenario, rompiera a llorar. Una de las interpretaciones de la canción se grabó para el documental de la gira, Rattle and Hum, pero no se incluyó en el álbum que lo acompañaba. Se incluyó una versión diferente en el DVD y en el álbum Live from Paris, lanzado en 2007. En la gira Lovetown Tour, durante un concierto en Dublín que se transmitió a todo el mundo, la canción dio paso al himno clásico de Ewan MacColl a la frialdad industrial «Dirty Old Town»; este espectáculo de lanzó en 2004 bajo el título Live from the Point Depot.
Durante la gira Zoo TV Tour, se alteró significativamente esta forma de interpretarla. En estos conciertos, The Edge tocaba su Fender Stratocaster junto a la banda en el escenario principal, mientras que Bono cantaba el tema en el escenario secundario con un micrófono con auriculares. Bono imitaba a un drogadicto, subiéndose las mangas y luego escupiéndose el brazo en el verso final, tras el cual cantaba «Hallelujah» buscando un foco de luz blanca. El escritor Robyn Brothers ve en la inclusión de la coda de «Hallelujah» como una indicación de que mientras que la religión organizada actúa como un sedante —una noción dentro de otros temas de Zoo TV— el rol de la fe personal tiene todavía una «fuerza de deseo, de afirmación y de "desterritorialización"». Hacia el final de la secuencia de «Bullet the Blue Sky» y «Running to Stand Still», salían del fondo del escenario flores de humo amarillo y rojo —una idea del jefe de seguridad de U2, quien era un veterano de la guerra de Vietnam— y la coda daba lugar a «Where the Streets Have No Name». Este arreglo de interpretación para la canción se muestra en la filmación de un concierto de 1994 Zoo TV: Live from Sydney.
«Running to Stand Still» no se tocó en las giras PopMart Tour ni Elevation Tour, pero regresó para los conciertos de la gira de 2005 Vertigo Tour, con la combinación original de The Edge en el teclado y Bono en la guitarra. En la mayoría de las actuaciones de la gira, siguió a «Bullet the Blue Sky» y finalizó con un video en el que se leían algunos extractos de la Declaración Universal de los Derechos Humanos. Tras la coda «Hallellujah», se podía visualizar un cartel que decía: «El 10 de diciembre de 1948, la Asamblea General de las Naciones Unidas adoptó y proclamó la Declaración Universal de los Derechos Humanos. Tras el acto histórico, la Asamblea llamó a todos los países miembros a hacer público el texto de la declaración». Tras esto, se tocaba la canción «Pride (In the Name of Love)», acompañada de un video en el que se podía ver a una mujer leyendo dicho documento. Después de julio de 2005, «Running to Stand Still» se vio reemplazada en el programa por «Miss Sarajevo». Durante un concierto llevado a cabo el 19 de julio de 2005 con el motivo del cumpleaños de la líder demócrata birmana Aung San Suu Kyi, «Running to Stand Still» incluyó fragmentos de «Walk On», canción originalmente escrita para ella. El escritor Steve Stockman consideró que en las presentaciones de las giras, «Running to Stand Still» es una de las canciones de la década de 1980 de la banda que perdieron su sentido original y que ya no habla sobre el narcotráfico en los edificios Ballymun. Más bien, ahora se estaba usando para desarrollar durante los conciertos el tema de que la creencia en la fe y en el potencial humano puede superar las situaciones más sombrías y desesperadas; en esto, encaja con el énfasis de Vertigo Tour en la convivencia y en la ONE Campaign, un punto en el que una reseña de eFestivals coincidió. ONE Campaign es una organización sin ánimo de lucro que busca incrementar los fondos gubernamentales destinados a los programas y campañas conta el sida, de la cual Bono es miembro. Por el contrario, la crítica de rock de USA Today Edna Gundersen comentó que la interpretación de la canción todavía posee un tono «devastador» y el Daily News de Nueva York comentó que el grupo «afiló "Running to Stand Still" para darle un nuevo duelo».  Otros dos otros críticos estadounidenses recalcaron que la canción era menos conocida por el público; Variety comentó que su inclusión ayudó a la banda a conectarse con su pasado evitando el cliché. Una de las interpretaciones de la gira se incluyó en el DVD Vertigo 2005: Live from Chicago, en la cual Bono dedicó la coda a los militares estadounidenses y británicos que peleaban en el extranjero. La canción no figuró en la gira U2 360° Tour; el Vancouver Sun lamentó la ausencia de este «clásico del canon de U2».

## Legado

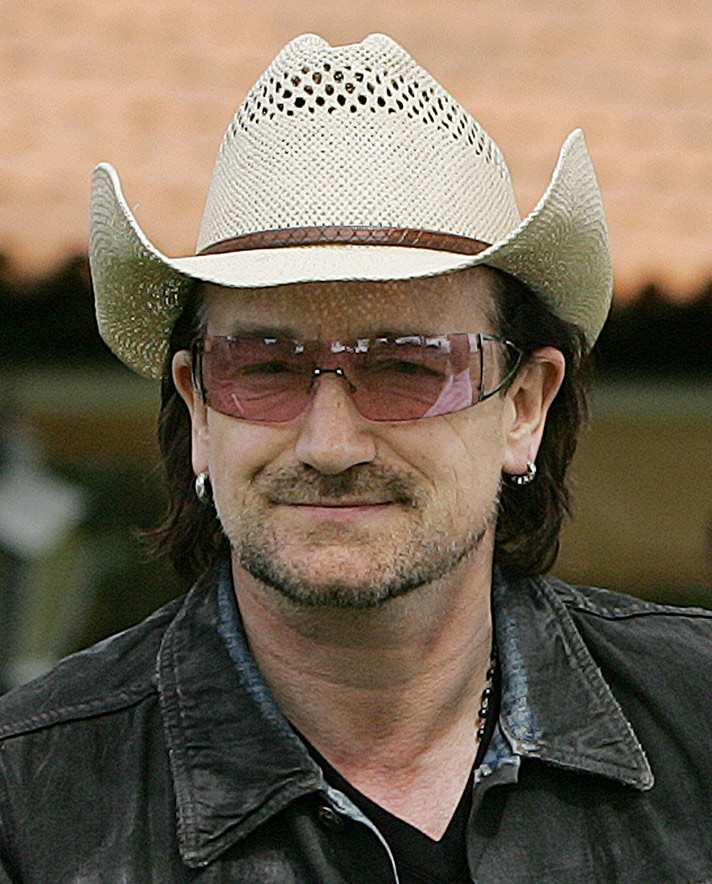
El comentario de Bono de que Ballymun es un sitio inseguro de noche generó mucha publicidad.

La utilización de la frase running to stand still (literalmente, «corriendo para mantenerse quieto») data de las décadas de 1920 y 1930. Proviene de la imagen presentada en la novela infantil de Lewis Carroll de 1871 A través del espejo y lo que Alicia encontró allí. La expresión se utilizó numerosas veces en relación con la drogadicción y temas similares, en escritos académicos y en una descripción de la revista New York de la novela de Irvine Welsh Trainspotting (1993), cuya temática se centra en la heroína.
El que luego fuera director de videos musicales Dave Meyers escribió un guion para la canción cuando era estudiante de la Universidad Loyola Marymount. El episodio de 2004 perteneciente a la primera temporada de la serie televisiva estadounidense Desperate Housewives «Running to Stand Still» recibió su nombre en honor al tema. En él, el personaje de Lynette Scavo recurre a la medicación para el TDAH de su hijo con el fin de lidiar con las demandas abrumadoras de su vida doméstica. Un episodio de la quinta temporada de la serie de televisión estadounidense One Tree Hill se llamó «Running to Stand Still».
A mediados de la década de 2000, las torres Ballymun estaban en proceso de demolición y el terreno era el objetivo de un programa de regeneración de 1,8 mil millones de euros cuya intención era crear una comunidad autorregulada de 30 000 personas, un proyecto que se consideraba que tendría más éxito que el plan original de la década de 1960. Pese a su fracaso como vivienda, las torres habían dejado un gran legado cultural, del cual «Running to Stand Still» es el primer ejemplo y quizás el más conocido; la conexión entre las torres y la canción se menciona en algunos libros turísticos sobre Dublín. Los residentes originales de la torre no siempre estuvieron conformes con la canción. Lynn Connolly, cuyo libro de 2006 The Mun: Growing Up in Ballymun describe su infancia allí entre las décadas de 1960 y 1970, conocía muy bien los problemas que había en el lugar y también quería irse de allí. Pero más adelante comenzó a notar que había vivido muchas cosas positivas en las torres —en términos de entendimiento colectivo y sentimiento de comunidad entre los residentes— ignoradas por los medios. En consecuencia, escribió: «sin tomar en cuenta lo que U2 dice en su canción "Running to Stand Still", ciertamente había más de una salida». En una entrevista con un periódico, Connolly sugirió que la canción pudo haber tenido un efecto perjudicial: «No es necesario tener demasiada imaginación para ver una persona desempleada, que vive sola en un departamento de Ballymun, escuchando aquella canción y coincidiendo con lo que ese héroe estaba diciendo». Además, comentó que algunos sitios web afirman erróneamente que el mismo Bono creció en Ballyumn y afirmó: «Quizás le dio un cierto sentido de madurez asociarse con lo que podía ver desde la ventana de su cuarto en la agradable, segura y respetable Cedarwood Road en Glasnevin».
La zona de Ballymun estaba todavía tan asociada con «Running to Stand Still» y los problemas de drogadicción de aquel entonces que quienes respaldaban la regeneración hicieron mucho para demostrar el progreso reciente. Un comentario de Bono en el que afirmó que caminar de noche en Ballymun era peligroso tuvo mucha publicidad. En el sitio oficial del grupo se recalcó que la zona había cambiado mucho; Bono mismo dijo que está «muy orgulloso de provenir de la zona de Ballymun».